# Mexidrilus nidarosiensis
Mexidrilus nidarosiensis är en ringmaskart som först beskrevs av Erséus 1987. Mexidrilus nidarosiensis ingår i släktet Mexidrilus, och familjen glattmaskar. Arten är reproducerande i Sverige. Inga underarter finns listade i Catalogue of Life.